# Xavier Serrate i Cunill
Xavier Serrate i Cunill un professor i polític català.
Des del 17 de juny del 2017 és alcalde de Lliçà de Vall, després que en aquell moment va substituir a Josep Serra Busquets, d'ERC-Junts per Lliçà de Vall, d'acord amb el pacte de govern al qual van arribar les dues formacions després de les eleccions municipals del 2015. En la votació corresponent va rebre els quatre vots dels regidors demòcrates i els tres d'ERC-Junts per Lliçà de Vall. L'abril del 2018 va fer públic que no repetiria com a candidat del Partit Demòcrata Europeu Català en les eleccions municipals del 2019.